# Samir Bakaou
Samir Bakaou (ur. 17 października 1954) – tunezyjski piłkarz występujący na pozycji pomocnika.

## Kariera klubowa
Bakaou karierę rozpoczynał w 1973 roku w zespole Étoile du Sahel. W 1974, 1975, a także w 1981 roku zdobył z nim Puchar Tunezji. W 1982 roku odszedł do drużyny Al-Wahda ze Zjednoczonych Emiratów Arabskich. Spędził tam dwa lata.
W 1984 roku Bakaou przeszedł do szwedzkiego drugoligowego klubu GAIS. Występował tam przez trzy sezony. W 1987 roku odszedł do trzecioligowego zespołu Västra Frölunda IF, gdzie spędził jeden sezon. W 1988 roku wrócił do GAIS, grającego już w pierwszej lidze. W 1990 roku zakończył karierę.

## Kariera reprezentacyjna
W reprezentacji Tunezji Bakaou grał w latach 1974–1989.